# Network Control Protocol
Das Protokoll NCP (Network Control Protocol) ist eine Komponente des Point-to-Point Protokolls (PPP) und dient für die Verhandlungsoptionen zwischen beiden Enden einer Punkt-zu-Punkt Verbindung. Gemeint sind also Steuerprotokolle, die zwischen Authentisierung und Netzwerkprotokollen der Vermittlungsschicht (englisch Network Layer, auch: Paketebene oder Netzwerkschicht) aus dem OSI-Modell einzuordnen sind.
Die verschiedenen Network Control Protokolle des PPP sind:
- IPCP (Internet Protocol Control Protocol) für das Internet Protocol IP
- IPV6CP (Internet Protocol Version 6 Control Protocol) für IPv6
- IPXCP (Internetwork Packet Exchange Control Protocol) für das Internet Packet Exchange Protokoll
- ATCP (AppleTalk Control Protocol) für AppleTalk

## RFCs
- RFC: <a href='https://datatracker.ietf.org/doc/html/rfc1171' class='extiw' title='rfc:1171'>1171</a> – The Point-to-Point Protocol for the Transmission of Multi-Protocol Datagrams Over Point-to-Point Links. (englisch).
- RFC: <a href='https://datatracker.ietf.org/doc/html/rfc1378' class='extiw' title='rfc:1378'>1378</a> – The PPP AppleTalk Control Protocol (ATCP). (englisch).
- RFC: <a href='https://datatracker.ietf.org/doc/html/rfc1552' class='extiw' title='rfc:1552'>1552</a> – The PPP Internetwork Packet Exchange Control Protocol (IPXCP). (englisch).
- RFC: <a href='https://datatracker.ietf.org/doc/html/rfc5072' class='extiw' title='rfc:5072'>5072</a> – IP Version 6 over PPP. (englisch).